# Battaglia di El Bruc
Con battaglia di El Bruc ci si riferisce in effetti a due scontri, combattuti in successione tra le colonne francesi, guidate dal generale di brigata François de Schwarz e dal generale di divisione Joseph Chabran, ed un corpo di volontari e mercenari catalani, capitanati dal generale Antoni Franch i Estalella e da Joan de la Creu Baiget, nel corso della guerra d'indipendenza spagnola. Il risultato di questi scontri combattuti ad El Bruc, nei pressi di Barcellona, in Spagna, tra il 6 ed il 14 giugno 1808, fu una vittoria spagnola. Gli spagnoli catturarono anche un'aquila imperiale francese, aggiungendo alla sconfitta un'umiliazione per l'esercito francese.

## 6 giugno
Il distaccamento francese di 3800 soldati del generale di brigata François Xavier de Schwarz uscì da Barcellona il 4 giugno, avanzando in direzione di Saragozza-Lleida. Quel giorno un temporale rallentò sensibilmente la marcia, dando modo alle truppe spagnole, composte di milizie dei vicini villaggi, da volontari catalani e da soldati svizzeri e valloni della guarnigione di Barcellona (2000 uomini), di prepararsi all'azione. Gli spagnoli erano guidati dal generale Antoni Franch i Estalella, e si schierarono lungo il passo di El Bruc.
Il dispiegamento fu un successo, ed i francesi del generale Schwarz furono ricacciati a Barcellona con la perdita di 360 morti, 800 feriti, 60 prigionieri ed un cannone. i partigiani catturarono anche un'aquila imperiale, umiliando così l'esercito francese.

### Esercito francese

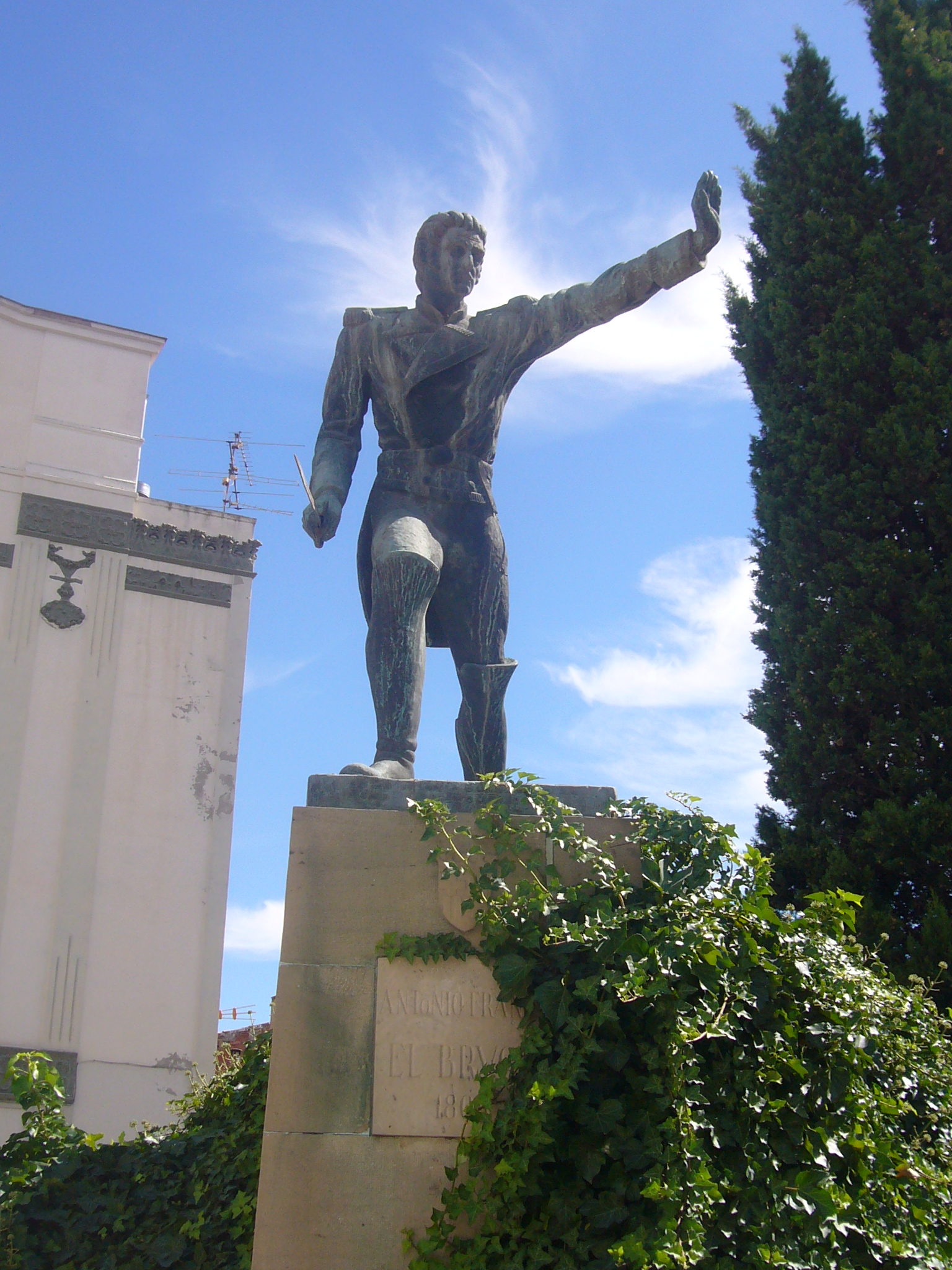
Statua di Antoni Franch i Estalella presso piazza "Castells d'Igualada"

- Colonna Schwartz - generale di brigata Francis Xavier Schwartz, comandante in capo
  - 1º reggimento napoletano di linea (2 battaglioni, 1940 uomini)
  - 2º reggimento svizzero di linea (3º battaglione, 580 uomini)
  - 2º reggimento della linea (3º battaglione, 610 uomini)
  - 1º reggimento di cacciatori napoletani (2 squadroni - 160 uomini)
  - 3º reggimento corazzieri (1 squadrone - 100 uomini)
  - 11ª compagnia di artiglieria italiana (1ª sezione - 2 cannoni)

### Forze spagnole
- Generale Antoni Franch i Estalella, comandante in capo
  - 260 regolari e milizie (capitano José Viñas)
  - 200 regolari e milizie (Francesc Riera Balaguer)

## 14 giugno
Una seconda sortita francese fu condotta il 14 giugno dal generale di divisione Joseph Chabran, il quale riuscì solo ad incendiare numerosi edifici di El Bruc dopo essere stato sconfitto e respinto dagli spagnoli di Joan Baiget. Il 15 giugno gli spagnoli attaccarono i francesi durante la faticosa ritirata verso Barcellona, causando a Chabran oltre 500 morti e feriti.

## Bruc. La leggenda.
C'e' una storia che riguarda un giovane del villaggio di Bruc, il quale, essendo troppo piccolo per poter partecipare alla battaglia e volendo comunque aiutare i suoi compaesani contro l'invasore francese, prese un tamburo e iniziò a percuoterlo vigorosamente. L'eco di quelle furiose percussioni moltiplicato dalle montagne, diede ai francesi l'impressione che ci fossero mille tamburi e quindi più soldati in arrivo. Per via di questo fatto, impauriti e sentendosi in minoranza, i francesi si diedero alla fuga. Il ritiro delle truppe francesi è ricordato dal monumento spagnolo di Bruc portante l'iscrizione: « Viajero, para aquí, que el francés también paró, el que por todo pasó no pudo pasar de aquí. » (Viaggiatore, fermati qui, che anche il francese si arrestò, colui che passò non poteva passare di qui.) La leggenda di Bruc nel 2010 è diventata un film, per la regia di Daniel Benmayor.

### Esercito francese
- Prima divisione - Generale di divisione Joseph Chabran, comandante in capo
  - Brigata: Generale di brigata Goulas
    - 7º reggimento di linea (2 battaglioni - 1785 uomini)
    - 16º reggimento di linea (3º battaglione - 789 uomini)

  - Brigata: Generale di brigata Nicolas
    - 2º reggimento di linea (3º battaglione - 610 uomini)
    - 37º reggimento di linea (3º battaglione - 789 uomini)
    - 56º reggimento di linea (4º battaglione - 833 uomini)
    - 93º reggimento di linea (3º battaglione - 792 uomini)

### Forze spagnole
- Comandante Joan Baget, comandante in capo
  - Quattro compagnie di volontari (soldati del reggimento dell'Estremadura)
  - Guardie vallone
  - Reggimento svizzero Wimpffen (300 uomini)
  - 300 milizie (Antoni Franch)
  - 100 milizie (capitano José Viñas)
  - Abitanti di Sallen (Vicar Ramón Mas - 60 uomini)
  - Partigiani (100 uomini)
  - 5 cannoni